# Michel Camus
Pour les articles homonymes, voir Camus.
Michel Camus est un écrivain français né le 20 octobre 1929 à Namur (Belgique) et mort le 28 janvier 2003 à Paris 4e. Il a utilisé deux pseudonymes : « Michel Fougères » et « Michel Enquerre ».

## Parcours
Poète, essayiste, il fut notamment producteur d'émissions de radio à France Culture, rédacteur en chef de la revue Obliques, de 1976 à 1993, codirecteur des éditions Lettres Vives avec Claire Tiévant depuis 1981, directeur de la collection L'Enfer de la Bibliothèque Nationale aux éditions Fayard de 1984 à 1988, y publiant de nombreux textes érotiques extraits de l'enfer de la BNF. En 1995, il reçoit le Grand prix international de poésie Lucian Blaga (Roumanie). Il est nommé  membre d'honneur de l'Union des écrivains roumains en 1997. Il donne de fréquentes conférences dans des colloques internationaux, au Québec, au Portugal, au Mexique, au Brésil…
Michel Camus se situe au cœur d’un courant de pensée, la transdisciplinarité, visant à créer des ponts non seulement entre les arts mais entre arts et sciences, aux côtés du physicien et poète Basarab Nicolescu, participant avec lui  aux travaux du CIRET (Centre international de recherches et d'études transdisciplinaires.
Cœur généreux, il œuvra jusqu'au bout, malgré sa longue maladie, sans ménager ses efforts, pour la reconnaissance de ses amis poètes, notamment Roberto Juarroz.

## Œuvres
Nombreux travaux critiques sur Sade, Artaud, Daumal et Le Grand Jeu, le poète Adonis, Roberto Juarroz…
Chez l'éditeur Lettres Vives (Paris)
- Paraphrases hérétiques, 1983  (ISBN 2903721041)
- La Nuit au soleil, 1985  (ISBN 9782903721169)
- Fondations, 1987  (ISBN 2903721254)
- Proverbes du silence et de l'émerveillement, 1989  (ISBN 290372136X)
- Le Passage de l'Impasse, 1991  (ISBN 2903721432)
- Hymne à Lilith, 1993  (ISBN 9782903721541)
- L'arbre de vie du vide, 2001  (ISBN 978-2914577038)

Chez d'autres éditeurs
- L'Enjeu du Grand Jeu, Le Mont analogue, 1994  (ISBN 2909643050)
- Antonin Artaud. Une autre langue du corps, éd. Opales 1996
- Aphorismes sorciers, Le Rocher, 1996  (ISBN 2268022072)
- Les Avatars du regard, Opales (Pessac), 1999  (ISBN 2908799464)
- Le Feu secret du silence, éd. Babel, 2009